# Landesarchiv Berlin
Das Landesarchiv Berlin (LAB) hat die Aufgabe, Unterlagen von Berliner Behörden, Gerichten und sonstigen Stellen zu erfassen, zu bewahren und als Archivgut zu sichern. Zudem verwahrt es private Aufzeichnungen wie Briefe, Fotoalben oder Chroniken von Berlinern mit historischer Bedeutung, aus Gesellschaft, Politik, Kultur und Sport auf.  Als zentrales Staatsarchiv des Landes Berlin fördert es außerdem die wissenschaftliche Forschung und Öffentlichkeitsarbeit. Dabei wirkt es an der Erforschung und der Vermittlung der Landesgeschichte mit. Weitere Aufgaben sind im Archivgesetz des Landes Berlin geregelt. Im Bestand befinden sich Unterlagen aus 700 Jahren Berliner Historie beginnend ab dem Jahr 1298, mit Beständen überregionaler Bedeutung unter anderem aus der NS-Zeit. Nach dem Ende der DDR hat das Archiv zudem zahlreiche Dokumente und Fotos aus dem ehemaligen Ostteil Berlins aufgenommen und für die katalogisierten Bestände aufbereitet. Das Archiv befindet sich seit Juli 2001 in der denkmalgeschützten ehemaligen Fabrik der Deutsche Waffen- und Munitionsfabriken AG am Eichborndamm 115–121 im Ortsteil Berlin-Borsigwalde.

## Geschichte

### Stadtarchiv Berlin (1824–1948)
Im Jahr 1307 legte die Verwaltung der Stadt Cölln fest, dass Stadtdokumente in einem Behältnis im Rathaus verwahrt werden sollen. Von einer modernen Archivbildung kann allerdings erst seit 1808 ausgegangen werden.
Bis zum 16. Jahrhundert vernichteten mehrere Rathausbrände wertvolle Dokumente. Angemessene Räume standen lange Zeit, auch unter Leitung von Johann Friedrich Zander (1824), Ernst Fidicin (1846) und Paul Clauswitz, nicht zur Verfügung. Bis zum 19. Jahrhundert waren nur partielle Übernahmen von Archivgut möglich. Wichtige Registraturen verblieben bei den jeweiligen Behörden und entzogen sich archivarischer Kontrolle. So entstanden für die Zentrale der Stadt Verluste, die von den Archivaren oft nicht ausgeglichen werden konnten.
Nach der Bildung der Stadtgemeinde Groß-Berlin 1920 profilierte sich das Archiv als Zentralarchiv für die städtische Hauptverwaltung, die Bezirksverwaltungen und ihre jeweils nachgeordneten Einrichtungen. Während des Zweiten Weltkriegs wurden die im städtischen Archiv verwahrten Bestände außerhalb Berlins ausgelagert. Viele dieser Archivalien sind in den 1950er- und 1960er-Jahren wieder in das Stadtarchiv zurückgekommen, jedoch sind zahlreiche Bestände ganz verloren gegangen oder erlitten Beschädigungen infolge der Kriegsereignisse.

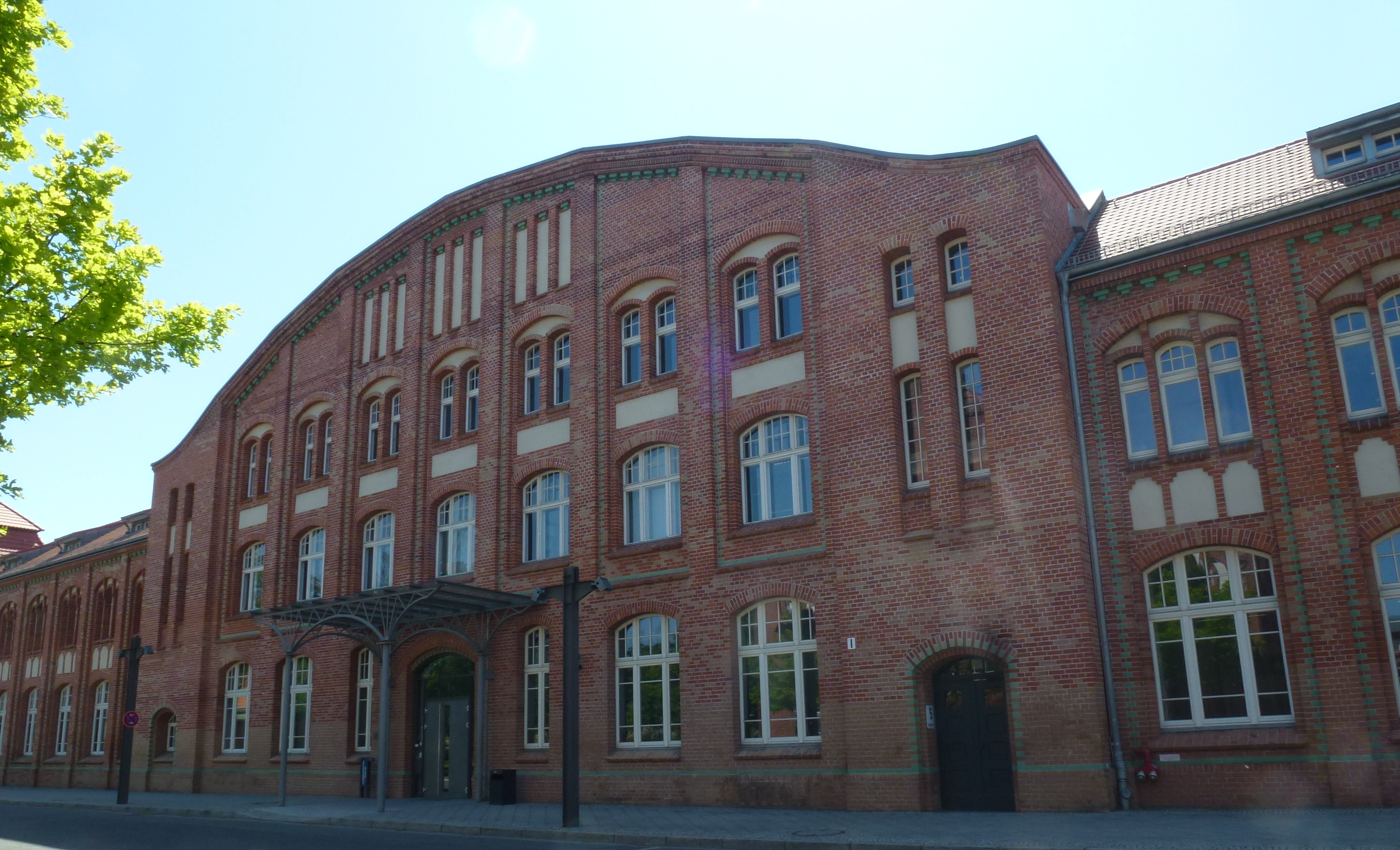
Hauptgebäude des Landesarchivs seit 2001.

### Stadtarchive Ost- und West-Berlin (1949–1990)
Im Juli 1945 nahm das Stadtarchiv seine Arbeit wieder auf. 1948 begann mit der Spaltung der städtischen Verwaltung die Spaltung des Archivs.
Im Ostteil der Stadt verblieb das Stadtarchiv, das 1966 Räume im Spreeflügel des Marstalls bezog und seit 1976 die Aufgaben eines Staatsarchivs wahrnahm.
In West-Berlin wurde ein neues Stadtarchiv gegründet, das spätere Landesarchiv, das mit der Verfassung von Berlin 1950 Staatsarchiv wurde. Beide Archive in der geteilten Stadt waren zuständig für die Überlieferung der Landes- sowie der Bezirksbehörden und aller nachgeordneten Einrichtungen.

### Landesarchiv Berlin (seit 1991)
1991 vereinigte sich das Landesarchiv mit dem Stadtarchiv Berlin, dem Büro für stadtgeschichtliche Dokumentation und technische Dienste sowie dem Verwaltungsarchiv des Magistrats zu einer neuen gesamtberliner Institution.
Im Jahr 2000 erfuhr das Landesarchiv durch die Integration der Archivabteilung der Landesbildstelle sowie des Archivs der Internationalen Bauausstellung (IBA) weitere wertvolle Ergänzungen. Es versteht sich nun auch als Archiv der audiovisuellen Medien des Landes Berlin.

## Bestände
Das Archivgut dokumentiert die gesamte Berliner Geschichte von der ältesten Urkunde aus dem Jahr 1298 bis zu den stetigen Übernahmen von den Senatsverwaltungen. Hinzu kommen umfangreiche Sammlungen zu internationalen Angelegenheiten, mit der sich die Berliner und Preußischen Behörden befasst haben.
Der Schwerpunkt der Materialien liegt im 19. und 20. Jahrhundert. Zu den Beständen mit überregionaler Bedeutung zählt neben den Magistrats-, Senats- und Justizunterlagen, den Akten der DDR-Massenorganisationen und der staatlich gelenkten Wirtschaft der DDR das von Helene Lange angelegte Archiv mit Unterlagen der älteren deutschen Frauenbewegung. Justiz- und Finanzakten enthalten wichtige Informationen über Verfolgungen in der NS-Zeit, und die Bestände der kommunalen Spitzenverbände dokumentieren die deutsche Kommunalpolitik seit dem Ende des 19. Jahrhunderts.
In wenigen Staatsarchiven mit Ausnahme des Bundesarchivs spiegeln sich die politischen und sozialen Umbrüche des vergangenen Jahrhunderts so eindrucksvoll wider wie in den Beständen des Landesarchivs Berlin.
- Bestände der einzelnen Tektonikgruppen von A bis F: A (Archivgut bis 1945), B (West-Berlin), C (Ost-Berlin), E (Nachlässe) und F (Sammlungen)
- Einwohnermeldekartei
- Mikrofilmsammlung
- Fotosammlung
- Kartenabteilung
- Helene-Lange-Archiv[5]

## ProjektBergungsstelle für wissenschaftliche Bibliotheken
Die Akten der kleinen Berliner Bergungsstelle für wissenschaftliche Bibliotheken, die nur wenige Monate von Juli 1945 bis Februar 1946 existiert hat und während dieser Zeit über 200 private und öffentliche Bibliotheken im gesamten Stadtgebiet Berlins sichergestellt hat, werden im Projekt Bergungsstelle digitalisiert und in das Internet gestellt. Die Bergungsstelle hatte auf Grundlage vorhandener Verzeichnisse und von Meldungen aus Berliner Bezirksämtern eine Liste von Bibliotheken erstellt, deren Bergungsaufträge organisiert und in den seit dem 21. Jahrhundert digitalisierten Akten ausführlich protokolliert worden waren. Ehemaliger Mitarbeiter der Bergungsstelle war u. a. Alfred Weiland.
Die Kooperation Bergungsstelle für wissenschaftliche Bibliotheken, initiiert vom Landesarchiv Berlin (LAB) und der Zentral- und Landesbibliothek Berlin (ZLB), wird von Mitarbeitern des ZLB-Raubgut-Projektes und des LAB bewerkstelligt. Die technische Infrastruktur stammt von der Arbeitsstelle für Provenienzrecherche/-forschung, die technische Realisierung der Bergungsstelle konnte mit finanzieller Unterstützung der Kulturstiftung der Länder erfolgen.

## Veröffentlichungen
- Schriftenreihe über die Bestände des Landesarchivs
- Das Landesarchiv pflegt die Chronik des Landes Berlin.
- Ausstellungskataloge u. a. zu Fotografien von Waldemar Titzenthaler, Ernst Reuter, Groß-Berlin, Begrenzung und Wachstum und Otto Suhr
- Jahrbücher von Berlin ab 1982, Inhaltsverzeichnisse